# Kelly Kelly
Barbara Jean Blank Coba (ur. 15 stycznia 1987 w Jacksonville, Floryda) – amerykańska wrestlerka, modelka oraz aktorka. Jednokrotna posiadaczka tytułów mistrzowskich w ramach federacji World Wrestling Entertainment (WWE): WWE Divas Championship i WWE 24/7 Championship – jest pierwszą kobietą w WWE, która sięgnęła tytuł 24/7 Championship odbierając go (po przypięciu) Geraldowi Brisco.

## Kariera

### Młodość
Urodziła się w rodzinie mieszanej wyznaniowo (ojca – Amerykanina mającego pochodzenie żydowskie i matki będącej chrześcijanką). W dzieciństwie była fanką Stone Colda Steve’a Austina, a także uprawiała gimnastykę, jednak w wyniku kontuzji porzuciła tę dyscyplinę sportu na rzecz cheerleadingu. Uczęszczała do szkoły średniej Englewood High School, a następnie w University Christian School i kolejno podjęła studia w Florida Community College at Jacksonville gdzie uczęszczała na kierunek dziennikarstwo telewizyjne z zamiarem podjęcia w przyszłości pracy prezenterki telewizyjnej. Jeszcze podczas studiów brała udział w konkursach piękności Hawaiian Tropic i modelingu bikini Venus Swimwear.

### World Wrestling Entertainment – promocje rozwojowe i Extreme Championship Wrestling (2006 – 2008)
W 2006 podczas jednego z występów w modelingu dla Venus Swimwear została zauważona przez oficjela WWE – Johna Laurinaitisa, który zaproponował jej kontrakt w federacji, na który Blank przystała w maju 2006 – chociaż nigdy nie miała bliższej styczności z biznesem wrestlingu oprócz oglądania tej rozrywki sportowej w telewizji. Została w następstwie skierowana do federacji rozwojowej WWE – Ohio Valley Wrestling (OVW) na tryout. W OVW występowała w charakterze konferansjerki ringowej oraz sędziny pojedynków wrestlingowych, a pod koniec jej kontraktu w ramach OVW zaczęła sama występować jako wrestlerka w ringu. Pod koniec 2007 zadebiutowała w drugiej federacji WWE – Florida Championship Wrestling (FCW).

#### World Wrestling Entertainment – dalsze występy, różne rywalizacje (2008 – 2012)
W WWE zadebiutowała w brandzie Extreme Championship Wrestling (ECW) jako Kelly Kelly podczas odcinka ECW w dniu 13 czerwca 2006, chociaż początkowo jej pseudonim ringowy miał brzmieć po prostu „Kelly”. Podczas telewizyjnego debiutu była najmłodszą zawodniczką w rosterze WWE mając 19 lat. Początkowo w ECW odgrywała rolę ekshibicjonistki, która podczas występów wykonywała striptiz. W kolejnych tygodniach nadano jej własny segment o nazwie Kelly’s Exposé, a także do prowadzonego storyline’u włączono Mike’a Knoxa, który odgrywał rolę zazdrosnego chłopaka Kelly Kelly. W dalszych odcinkach ECW, Kelly Kelly przybrała również rolę menedżerki (valet) Mike’a Knoxa.
Jako wrestlerka zadebiutowała w ringu ECW w dniu 22 sierpnia 2006 podczas konkursu bikini, rywalizując z Torrie Wilson, a po interwencji Knoxa jeszcze tego samego wieczoru wzięła udział w walce six-person mixed tag team matchu. Na początku grudnia 2006 została wycofana z telewizji na sześć tygodni, a także rozwiązano jej storyline u boku Mike’a Knoxa. Do występów powróciła 16 stycznia 2007 organizując kobiecą stajnię o nazwie Extreme Exposé wraz z Laylą El i Brooke. Stajnia Extreme Exposé występowała przez szereg miesięcy w ramach ECW jako tancerki w ringu i nie brała w tym okresie udziału w storyline’ach związanych z prowadzeniem walk w ringu. Wraz z początkiem listopada 2007 Brook opuściła WWE przez co grupa uległa rozwiązaniu - w tym samym czasie Kelly Kelly rozpoczęła rywalizację w walkach w ringu z Laylą El.
Latem 2008 Kelly Kelly została przeniesiona do brandu Raw gdzie prowadziła rywalizację z Beth Phoenix. Od wiosny 2009 brała udział w walkach eliminacyjnych do starcia o mistrzostwo WWE Divas Championship jednakże bez sukcesów. Na początku 2010 nadal brała udział w eliminacyjnych starciach do walki o tytuł WWE Divas Championship jednak niedługo później jest występy w telewizji ograniczono do pojawiania się w segmentach czy na zapleczu hal, w których nagrywano odcinki Raw. W kwietniu 2010 przeniesiono ją na SmackDown, gdzie rywalizowała z tag teamem LayCool, a jej sojuszniczką została Tiffany. W tym samym czasie prowadziła walki eliminacyjne do tytułu WWE Women’s Championship jednak bez kolejnych sukcesów.
Pod koniec sierpnia 2010 została ogłoszona mentorką Naomi w trzecim sezonie NXT. W listopadzie 2010 Naomi zajęła drugie miejsce w trzecim sezonie NXT przegrywając w finale programu z Kaitlyn. W styczniu 2011 uwikłała się w konflikt z Vickie Guerrero, która w następstwie storyline’owej rywalizacji zwolniła Kelly Kelly z federacji WWE, jednakże miesiąc później główny menedżer SmackDown – Teddy Long przywrócił Kelly Kelly do telewizji. W kwietniu 2011 została draftowna z powrotem do brandu Raw, gdzie rozpoczęła feud z The Bella Twins i Brie Bellą o tytuł WWE Divas Championship. W czerwcu 2011 sięgnęła po swój pierwszy tytuł w federacji WWE, pokonując Brie Bellę i zdobywając mistrzostwo diw WWE - Divas Championship. Tytuł ten utraciła podczas gali Hell in a Cell (2011) w październiku 2011 po 104 dniach utrzymywania pasa mistrzowskiego na rzecz Beth Phoenix.
Rok 2012 spędziła rywalizując w walkach tag teamowych. Szczególną walką była ta z gali WrestleMania XXVIII w kwietniu 2012 gdzie Kelly Kelly zawalczyła u boku Marii Menounos w zwycięskim meczu przeciwko Beth Phoenix i Eve Torres. Od sierpnia 2012 występowała nieregularnie, a wraz z końcem września 2012 jej kontrakt z WWE uległ rozwiązaniu. W grudniu 2012 Blank wyznała w jednym z wywiadów, że rozwiązanie kontraktu z WWE przebiegło za porozumieniem stron, gdyż chciała wyleczyć uraz szyi oraz związać się ponownie z biznesem modelingu.

### Scena niezależna i powroty do WWE (2012 – obecnie)
W listopadzie 2012 Blank miała wystąpić na scenie niezależnej w Northeast Wrestling jednak ze względu na Huragan Sandy, galę przeniesiono na dzień 4 grudnia 2012 i wtedy też Blank zadebiutowała na scenie niezależnej w roli cameo.
W 2017 pojawiła się kilkukrotnie w WWE na zapleczach odcinków Raw oraz eventach zawiązanych z Wrestlemanią oraz podczas ceremonii Hall of Fame, a także wzięła udział w jednym z odcinków Table for 3 u boku Maryse i Eve Torres.
W styczniu 2018 wzięła udział w odcinku specjalnym Raw pt. Raw 25 Years gdzie została uhonorowana jako jedna z „historycznych kobiet” w federacji WWE oraz wzięła udział w kolejnej edycji kobiecego Royal Rumble matchu. W maju 2018 po raz kolejny wystąpiła na scenie niezależnej występując na gali Tommy’ego Dreamera House of Hardcore 43.
W 2019 ponownie wystąpiła w odcinku specjalnym Raw pt. Raw Reunion z 22 lipca 2019, gdzie przypięła Geralda Brisco odbierając mu tytuł WWE 24/7 Championship i zostając pierwszą kobietą, która sięgnęła po to mistrzostwo - następnie tego samego wieczoru straciła tytuł na rzecz Candice Michelle. W 2020 wróciła na galę Royal Rumble gdzie po raz drugi zawalczyła w kobiecym Royal Rumble matchu. Po raz trzeci w Royal Rumble matchu kobiet wystąpiła w 2022.
W sierpniu 2024 wystąpiła w wywiadzie przeprowadzonym dla WrestlingNewsCo, w którym wyraziła chęć powrotu do biznesu zawodowych zapasów, a także stwierdziła, że jej marzeniem jest aby jej dzieci mogły ją ujrzeć walczącą w ringu - nie sprecyzowała jednak, w której z promocji wrestlingowych chciałaby zawalczyć w przyszłości.

### Tytuły mistrzowskie i osiągnięcia
- Action Icon Awards
  - Dare2BDifferent Award (2012)
- The Baltimore Sun

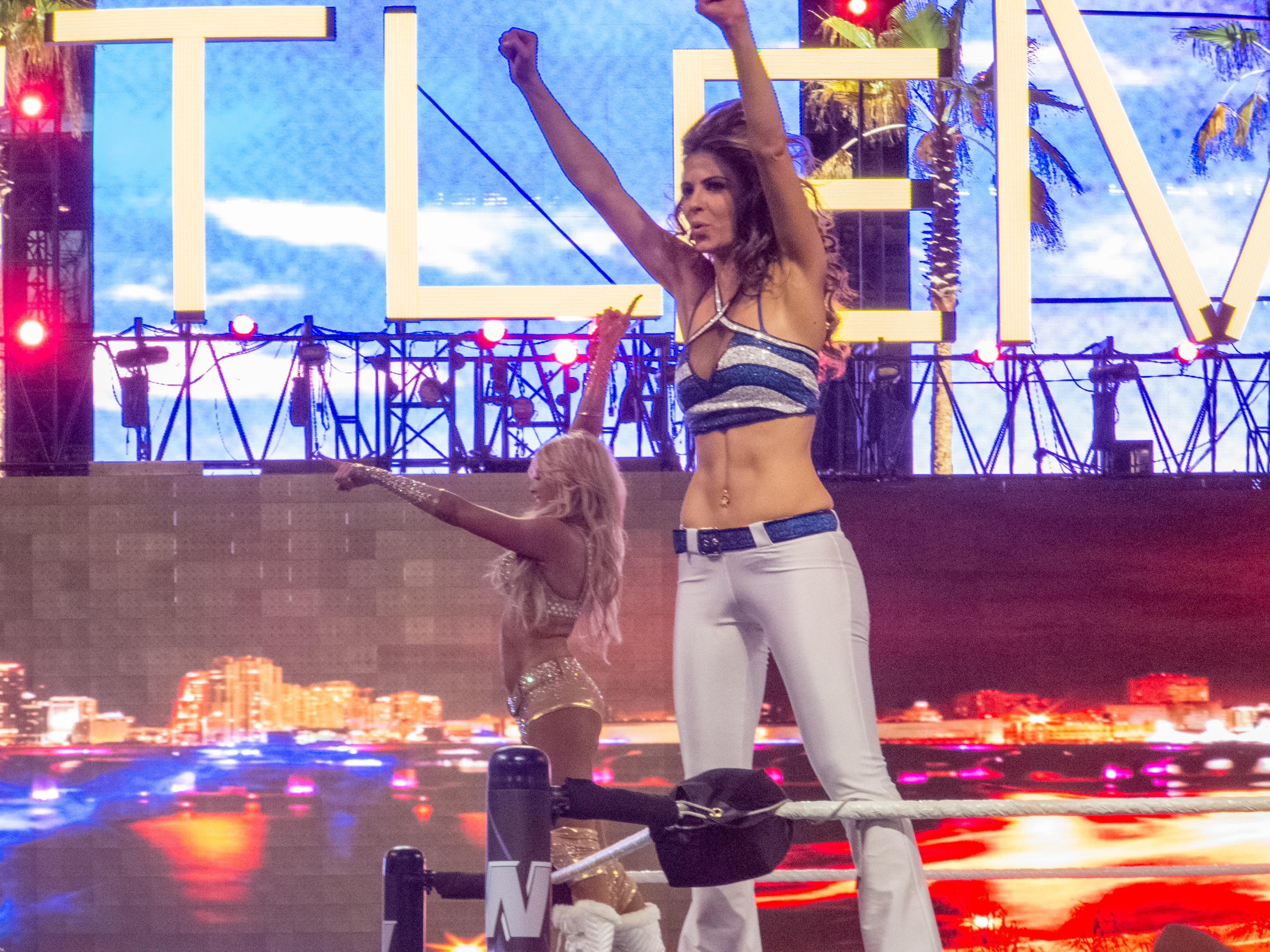
Kelly Kelly (w tle) oraz Maria Menounos po zwycięskim starciu przeciwko Beth Phoenix i Eve Torres - gala Wrestlemania 28.

  - Most Improved Wrestler of the Year (2008)
- Pro Wrestling Illustrated
  - Sklasyfikowana na 15. miejscu wśród 50 najlepszych wrestlerek w zestawieniu PWI Female 50 w 2011 roku.
- WWE
  - WWE Divas Championship (1 raz)
  - WWE 24/7 Championship (1 raz)
  - Slammy Awards (1 raz)
    - Divalicious Moment of the Year (2011) – Kelly Kelly zdobywa tytuł WWE Divas Championship.

### Inne media i aktorstwo
W sierpniu 2007 pojawiła się w sesji zdjęciowej dla magazynu FHM u boku Layli El i Brooke. W 2011 magazyn Maxim sklasyfikował ją na 82. miejscu swojego autorskiego zestawienia „100 najgorętszych ciał” (Hot 100), a także była pierwszą zawodniczką z WWE, która dostała się na okładkę czasopisma Maxim. W 2012 Maxim ponownie sklasyfikował ją w zestawieniu „100 najgorętszych ciał” przyznając jej 38. miejsce.
Postać Kelly Kelly pojawiła się również w serii gier komputerowych (symulatorów walk wrestlingowych) od WWE: SmackDown vs. Raw 2008 (debiut w grze komputerowej), SmackDown vs. Raw 2009, SmackDown vs. Raw 2010, SmackDown vs. Raw 2011 , WWE ’12 i WWE ’13.
W 2017 zadebiutowała jako aktorka telewizyjna, a w 2020 jako aktorka filmowa. Poniższa tabela przedstawia jej występy w teledyskach, programach reality show, serialach telewizyjnych oraz produkcjach filmowych.

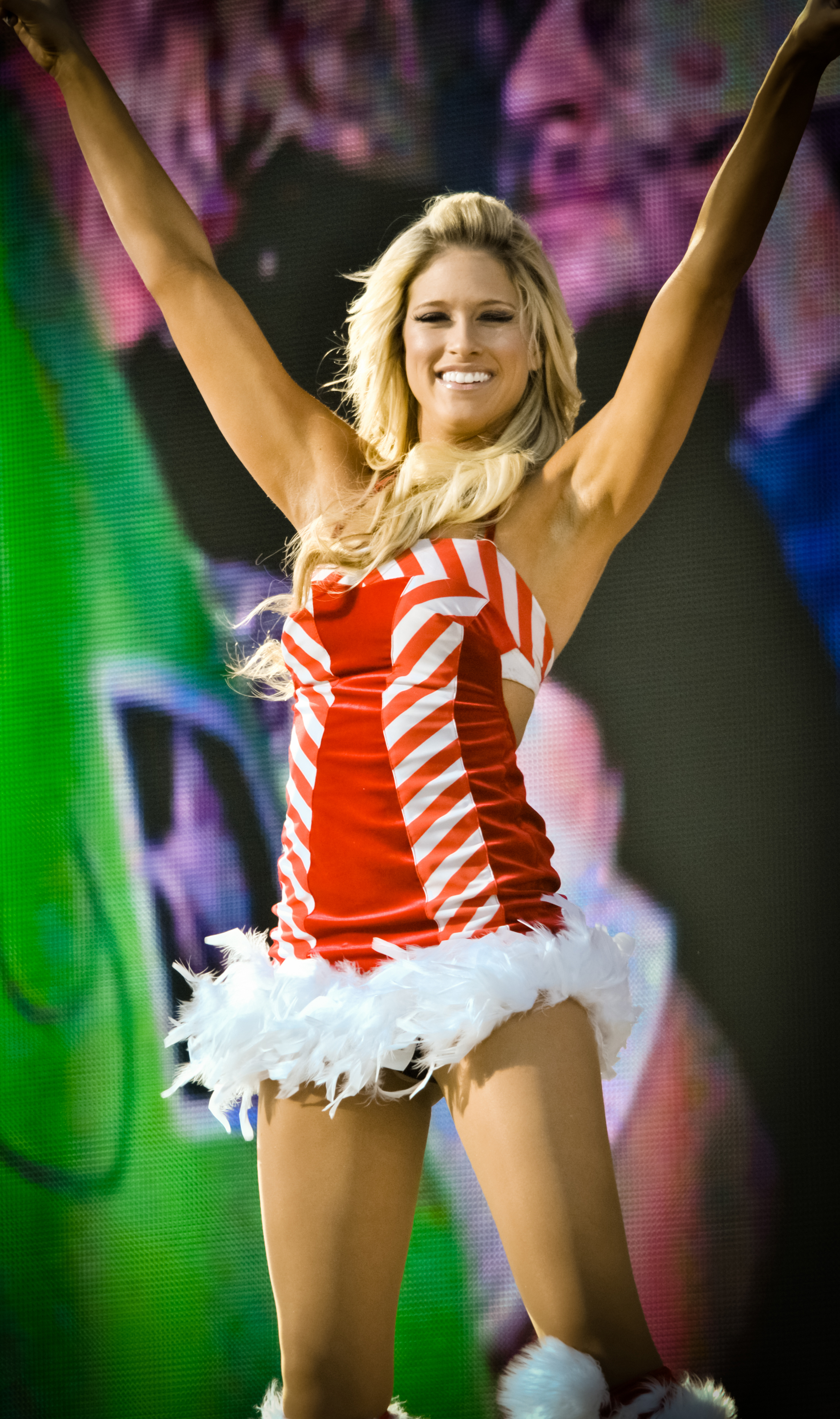
Kelly Kelly podczas gali WWE Tribute to the Troops w 2010.

| Teledyski | Teledyski                            | Teledyski                     | Teledyski                                                      |
| Rok       | Tytuł                                | Rola                          | Uwagi                                                          |
| --------- | ------------------------------------ | ----------------------------- | -------------------------------------------------------------- |
| 2007      | Throw It on Me                       | We własnej osobie             | Wideoklip rapera i producenta muzycznego Timbalanda            |
| Film      |                                      |                               |                                                                |
| Rok       | Tytuł                                | Rola                          | Uwagi                                                          |
| 2020      | Na straży prawa                      | Amanda                        | Debiut filmowy                                                 |
| 2021      | Illusion                             | Jillian Caldwell              | –                                                              |
| Telewizja |                                      |                               |                                                                |
| Rok       | Tytuł                                | Rola                          | Uwagi                                                          |
| 2008      | Celebrity Fit Club: Boot Camp        | We własnej osobie/Trenerka    | Reality show; wyemitowano 11 kwietnia 2008                     |
| 2008–2009 | Soccer AM                            | We własnej osobie/Soccerette  | Brytyjskie, sportowe reality show; wystąpiła w dwóch odcinkach |
| 2011      | WWE Tough Enough                     | We własnej osobie/Kelly Kelly | Sportowe reality show; wyemitowano 16 maja 2011                |
| 2011      | The Price Is Right                   | We własnej osobie/Kelly Kelly | Teleturniej; wyemitowano 14 czerwca 2011                       |
| 2012      | Nickelodeon Kids’ Choice Awards 2012 | We własnej osobie/Kelly Kelly | Gala rozdania nagród; wyemitowano 31 marca 2012                |
| 2014      | Headshots & Handcuffs                | Nikki                         | Odc. "Love Scene"                                              |
| 2015–2017 | WAGS LA                              | We własnej osobie             | Główna rola – wystąpiła w 28 odcinkach                         |
| 2017      | Dni naszego życia                    | Kelnerka podająca informację  | Odcinek wyemitowany w dniu 30 stycznia 2017                    |
| 2019      | The Real Housewives of Beverly Hills | We własnej osobie             | Odc. "Fifty Shades of Shade"                                   |

#### Nagrody i nominacje
| Rok  | Nagroda                         | Kategoria                 | Wynik     |
| ---- | ------------------------------- | ------------------------- | --------- |
| 2012 | Nickelodeon Kids' Choice Awards | Najlepszy „kopacz tyłków” | Nominacja |

## Życie prywatne i własne przedsięwzięcia
W jednym z wywiadów wyznała, że wychowywano ją w dwóch tradycjach religijnych – żydowskiej i chrześcijańskiej, a przez komentatora WWE – Matta Strikera została określona mianem Hot Hebrew (pl. Gorąca Hebrajka).
Przez około 2 lata była związana z wrestlerem Andrew „Testem” Martinem (do jego śmierci w marcu 2009). Od 2011 spotykała się z kandyjskim hokeistą na lodzie Sheldonem Sourayem – pod koniec lutego 2016 para zawarła związek małżeński w Cabo San Lucas w Meksyku – w 2017 ogłosili separację, a jeszcze w tym samym roku sfinalizowano ich rozwód. W 2019 związała się z wokalistą country Colem Swindellem, jednakże po trzech miesiącach spotykania się oboje zerwali ze sobą. W 2020 zaręczyła się z kulturystą Joe Cobą - rok później para pobrała się w Oak Glen w Kalifornii, a ich ślub opisano na łamach czasopisma Brides.
W 2019 była współzałożycielką fundacji charytatywnej Cure Glioblastoma, po tym jak jej ojciec Ron zmarł na glejaka wielopostaciowego. Blank posiada własną markę win o nazwie B Tasteful, którą prowadzi we współpracy z winiarnią Smith Devereux Winery. Jest również influencerką modową oraz ambasadorką marek odzieżowych Fashion Nova i PrettyLittleThing w serwisie społecznościowym Instagram. W 2020 założyła również swój kanał w serwisie YouTube, na którym prezentowała autorskie wideoblogi.
Pod koniec marca 2023 Blank ogłosiła, że jest w ciąży, a w kwietniu tego samego roku wyznała, że spodziewa się bliźniaków. W dniu 10 września 2023 urodziła bliźniaki - syna Jaxona Matthew i córkę Brooklyn Marie.